# Iglesia de San Basso (Venecia)
La iglesia de San Basso (en italiano, Chiesa di San Basso) es un edificio religioso de la ciudad de Venecia (Véneto, Italia), situado en el sestiere de San Marco. La iglesia está situada entre los edificios anexos a la Torre del Reloj.
Está construida en estilo barroco.

## Historia
De muy antigua fundación (hacia 1017), la iglesia fue encargada por la familia Elia y dedicada a Sava de Serbia; más tarde fue consagrada a Basso de Niza, obispo y mártir.
El edificio ha sido víctima de varios incendios y de las consiguientes reconstrucciones, que han ido cambiando de aspecto a lo largo de los siglos: las formas en las que se presenta hoy, sobre todo exteriormente, son el resultado de las obras del siglo XVII de Baldassarre Longhena.
Desconsagrado en 1807 por edicto de Napoleón, el edificio se vendió primero y luego se utilizó como almacén.
En 1953 fue reabierto, después de una restauración encargada por el patriarca de Venecia Angelo Giuseppe Roncalli, quien lo reconvirtió para utilizarlo como sala de conferencias.
Hoy es la sede del Ateneo San Basso, institución vinculada a la Procuraduría de San Marcos; allí se organizan conferencias y eventos musicales.

## Descripción
Del edificio actual, con fachada a dos aguas en la estrecha calle San Basso (a la derecha al salir de la plaza de San Marcos), el elemento más valioso es la fachada lateral de la piazzetta dei Leoncini: insertada entre las arquitecturas civiles a la derecha de la torre del Reloj, tiene forma cuadrada y tripartita por medias columnas corintias ; se abre por dos entradas coronadas por ventanas rectangulares de una sola lanceta en los tabiques exteriores, mientras que en el centro se caracteriza por una gran decoración circular.

- Datos: Q3669580
- Multimedia: San Basso (Venice) / Q3669580